# ジャンルカ・ラパドゥーラ
ジャンルカ・ラパドゥーラ・バルガス（Gianluca Lapadula Vargas, 1990年2月7日 - ）は、イタリア・トリノ県トリノ出身のサッカー選手。カリアリ・カルチョ所属。ポジションはFW。母親はペルー人。

## 経歴

### キャリア初期
1996年に地元・トリノのクラブであるユヴェントスの下部組織に入団。地元クラブの下部組織を経て、2006年にトレヴィーゾの下部組織に移籍。翌2007年にプロ・ヴェルチェッリとプロ契約を結んだが、1年で放出された。

### レンタル生活
2009年にパルマに移籍。パルマでは在籍6年間で7度のレンタル移籍を経験したが、出場機会は一度も訪れなかった。
2011年にレンタルで加入したイタリア4部のサンマリノで、35試合24得点を記録。プロ生活4年目にして初めてシーズンフル稼働を経験した。サンマリノでの活躍が評価され、2012年にセリエBのチェゼーナへレンタル移籍したが、無得点でシーズンを終えた。2013年にスロベニアのNDゴリツァへレンタル移籍し、初の国外移籍ながらも11得点を挙げた。
2014年にイタリア3部のテーラモへレンタル移籍。38試合21得点を記録し、クラブの1位フィニッシュに大きく貢献したが、テーラモの八百長問題が発覚したため、セリエBへ昇格することはできなかった。

### ペスカーラ
2015年7月11日、セリエBのデルフィーノ・ペスカーラへ完全移籍。マッシモ・オッド監督の下で、シーズンを通して好調を維持。キャリアハイとなる30得点を叩きだし、セリエB得点王に輝いた。

### ミラン
ペスカーラでの活躍を受け、古巣でもあるセリエA王者のユヴェントスや、プレミアリーグ王者のレスター・シティが興味を示しているとの報道もあったが、2016年6月24日にACミランへの移籍が決定した。また、ミラン入団時は背番号10を希望していたが、本田圭佑に譲られることなく、空きが無かったため背番号9となった。2016年8月27日のSSCナポリ戦でセリエA初出場を果たし、11月6日のパレルモ戦でセリエA初得点を記録した。

### ジェノア
2017年7月18日、ジェノアCFCへ買取義務付きのレンタルで移籍。レンタル料は200万ユーロで買取時に1100万ユーロが支払われる。

### 代表歴
2016年11月に2018 FIFAワールドカップ・ヨーロッパ予選を戦うイタリア代表に選出されたが、出場はなかった。2017年5月31日、若手主体で編成されたイタリア代表のBチームに選出され、サンマリノとのテストマッチに出場、ハットトリックを決めた。
2020年10月30日、母親の国籍を行使してペルー代表に選出。11月14日の2022 FIFAワールドカップ・南米予選のチリ戦でペルー代表初出場した。2021年にはコパ・アメリカ2021の代表メンバーにも選出。6月23日のグループリーグのエクアドル戦で、ペルー代表初ゴールを決めた。

## 所属クラブ
- FCプロ・ヴェルチェッリ 2007-2008
- ASDカルチョ・イヴレーア 2008-2009
- パルマFC 2009-2015

→ アトレティコ・ローマFC (loan) 2010-2011
→ ラヴェンナFC (loan) 2011
→ サンマリノ・カルチョ (loan) 2011-2012
→ ACチェゼーナ (loan) 2012-2013
→ フロジノーネ・カルチョ (loan) 2013
→ NDゴリツァ  (loan) 2013-2014
→ SSテーラモ・カルチョ (loan) 2014-2015
- デルフィーノ・ペスカーラ1936 2015-2016
- ACミラン 2016-2018

→ ジェノアCFC (loan) 2017-2018
- ジェノアCFC 2018-2020

→ USレッチェ (loan) 2019-2020
- ベネヴェント・カルチョ 2020-

## タイトル

### クラブ
NDゴリツァ
- スロベニア・カップ：1回 (2013-14)

ACミラン
- スーペルコッパ・イタリアーナ：1回 (2016)

### 個人
- レガ・プロジローネA得点王 ： 2014-15
- セリエB得点王 ： 2015-16